# Vlag van de Wijk

Vlag van de Wijk (tot 1998)

De vlag van de Wijk werd op onbekende datum bij raadsbesluit vastgesteld als de gemeentelijke vlag van de Drentse gemeente de Wijk. De vlag kan als volgt worden beschreven:
Vier banen van geel rood, wit, rood en geel met een hoogteverhouding 1:1:5:1:1; op de witte baan het gemeentewapen, inclusief kroon.
De kleuren van de vlag zijn ontleend aan het gemeentewapen dat door G.A. Bontekoe is ontworpen en in 1937 aan de gemeente was verleend.
In 1998 ging de Wijk op in de nieuw gevormde gemeente De Wolden. Hierdoor kwam de gemeentevlag te vervallen.

## Eerdere vlag

Officieuze vlag van de Wijk (ca. 1960)

In 1962 maakte Sierksma melding van een officieuze vlag die bestaat uit twee horizontale banen van rood en geel, die werd gebruikt door de leden van een plaatselijke handelsvereniging.

## Verwant symbool

Wapen van De Wijk

Anloo 
· Beilen 
· Borger 
· Dalen 
· Diever 
· Dwingeloo 
· Eelde 
· Gasselte 
· Gieten 
· Havelte 
· Nijeveen 
· Norg 
· Odoorn 
· Oosterhesselen 
· Peize 
· Roden 
· Rolde 
· Ruinen 
· Ruinerwold 
· Schoonebeek 
· Sleen 
· Smilde 
· Vledder 
· Vries 
· Westerbork 
· de Wijk 
· Zuidlaren 
· Zuidwolde 
· Zweeloo